# Cabildo, Buenos Aires
Cabildo v Buenos Airesu (špansko Cabildo de Buenos Aires) je javna zgradba v Buenos Airesu, ki je bila v kolonialni dobi uporabljena kot sedež mestnega sveta in vladna hiša podkraljestva Río de la Plata. Danes se stavba uporablja kot muzej.
Cabildo de la Ciudad de la Santísima Trinidad y Puerto de Nuestra Señora del Buen Ayre, institucija, ki je bila prvotno kolonialni svet, ki ga je leta 1580 ustanovil Juan de Garay. Po drugi ustanovitvi mesta Buenos Aires in po majski revoluciji leta 1810, ki je strmoglavila španskega podkralja Baltasarja Hidalga de Cisnerosa in pripeljal do vojne, ki je privedla do neodvisnosti Združenih provinc Río de la Plata, je bila preoblikovana v vladno hunto, ki je delovala do razpada leta 1821 s strani guvernerja Buenos Airesa Martína Rodrígueza.
V stavbi Cabildo de Buenos Aires je najvišje drugostopenjsko sodišče na tem območju delovalo od 6. aprila 1661 do 23. januarja 1812, ko ga je nadomestil pritožbeni senat. In 13. septembra 1810 je Primera Junta ustanovila Javno knjižnico v Buenos Airesu, ki je dve leti delovala v stavbi Cabildo. Toda ustanova, ki je v tej zgradbi delovala najdlje, je bil zapor v Buenos Airesu, od leta 1608 do 1877, ko so bili njeni zaporniki premeščeni v danes neaktivni Državni zavod za prestajanje kazni na ulici Las Heras, ko je bil odprt.
Od novembra 1939 je stavba delovala kot muzej.

## Zgodovina
Župan Manuel de Frías je 3. marca 1608 predlagal gradnjo Cabilda na mestu, kjer je današnji Plaza de Mayo, saj mestna vlada ni imela ustrezne stavbe. Gradnja, financirana z davki od pristanišča Buenos Aires, je bila končana leta 1610, vendar je bilo kmalu ugotovljeno, da je premajhna in jo je bilo treba razširiti.
Leta 1682 je bila stavba zaradi pomanjkanja vzdrževanja skoraj v ruševinah, načrtovana je bila gradnja novega Cabilda, ki je bil visok dve nadstropji in dolg 11 lokov. Gradnja nove stavbe se je začela šele 23. julija 1725, bila je prekinjena leta 1728 in ponovno zagnana leta 1731. Kmalu pa je bila gradnja zaradi pomanjkanja sredstev spet prekinjena. Stolp nove stavbe je bil končan leta 1764, vendar tudi v času majske revolucije leta 1810 Cabildo še ni bil popolnoma dokončan.
Leta 1880 je arhitekt Pedro Benoit stolp dvignil za 10 metrov in dodal kupolo, pokrito z glaziranimi ploščicami, namesto tradicionalnih kolonialnih rdečih ploščic. Stolp je bil leta 1889, devet let kasneje, porušen, da bi ustvaril prostor za avenijo Avenida de Mayo. Podrli so tudi tri najsevernejše loke od prvotnih enajst. Leta 1931 so odstranili tri najjužnejše loke, da bi ustvarili prostor za avenijo Julio A. Roca, in obnovili osrednje mesto stolpa, vendar je ostalo le pet prvotnih lokov.
Leta 1940 je arhitekt Mario Buschiazzo z različnimi izvirnimi rešitvami rekonstruiral kolonialne značilnosti Cabilda. Popravili so stolp, rdeče ploščice, železne palice na oknih ter lesena okna in vrata.

### Stolp Cabildo
Stolp, značilen element srednjeveških mestnih hiš, je bil dokončno vključen leta 1765. Čeprav je bil kasneje deležen drastičnih sprememb. Leta 1879 je projekt namestitve civilne zbornice v stari stavbi napredoval, saj sodna oblast še ni imela lastne stavbe. Arhitekt Pedro Benoit je zasnoval obsežno reformo: stolp je dvignil deset metrov in postavil kupolo s ploščicami, streha je izgubila svoje tradicionalne ploščice, balkoni so bili oblečeni z balustradami, glavna arkada je bila uokvirjena s kolonadami in celotna fasada je dobila italijanski pridih.
Zaradi okusov po evropski modi je kolonialna arhitektura izgledala ubogo in neumno, zato je bil Cabildo preprosto prikrit, izgubil je sorazmernost in verodostojnost: dolgočasen stolp ni imel nič skupnega s kolonialnimi loki ali ograjami.

## Komisija za muzeje
Na dvorišču Cabildo je prestižni arhitekt Alejandro Bustillo leta 1960 zasnoval sedež Nacionalne komisije za muzeje in spomenike ter zgodovinske kraje, nacionalni organ, zadolžen za upravljanje in vzdrževanje muzejev in zgodovinskih spomenikov v Argentini. Pred obnovo leta 1940 so ta prostor zasedale različne pisarne in prostori, dodani stari stavbi Cabildo, ko je bila leta 1879 preoblikovana v sedež civilne zbornice. Vse te pripojene stavbe so bile porušene in urejeno novo dvorišče (Patio del Cabildo) odprto za del Cabilda, vključno s sprehajalno pešpotjo, ki povezuje Avenido de Mayo s Calle Yrigoyen in v katerem trenutno deluje kavarna.
Nacionalna muzejska komisija je dvonadstropna stavba, ki spoštuje trezen kolonialni slog in ima vhod z Avenide de Mayo 556. Obstajajo pisarne Komisije, javnosti pa prodaja knjige in glasila z zgodovinsko in arhitekturno tematiko, ki jih izdaja.

## Narodni muzej Cabildo
Znotraj Cabildo je Narodni muzej Cabildo in majske revolucije (Museo Nacional del Cabildo y la Revolución de Mayo), kjer so razstavljene slike, portreti, predmeti oblačila in nakit iz 18. stoletja, skrinja Caudalesa, tiskarna, ki jo je namestnik podkralja Juan José de Vértiz y Salcedo postavil v Casa de Niños Expósitos in list Oruro, ki ga je Cabildo dobil ob zmagi leta 1807 proti Angležem.
Na terasi se vidi ameriški vodnjak v baročnem slogu iz leta 1835, ki je pripadal hiši, kjer se je rodil in umrl Manuel Belgrano (ki je bil na sedanji Avenidi Belgrano 430, prej imenovani Santo Domingo), politik, vojak in ustvarjalec zastave Argentine, v neoklasicističnem slogu, čigar plošča navaja, da je pripadala parceli Venezuele 1070, ki je od leta 1855 pripadala Doñi Mercedes López de Osornio de Chaves (sestri Agustine López de Osornio, ki je bila Rosasova mati; in botra Juanu Manuelu de Rosas) in ki je bil 24. decembra 1940 podarjen Cabildu.

## Galerija
- Pogled iz Plaza de Mayo
- Pogled na stolp
- Pogled na zadnji del glavne stavbe s terase
- Pogled na stran kompleksa z Avenide de Mayo
- Pogled na Cabildo ponoči